# Římskokatolická farnost Hevlín
Římskokatolická farnost Hevlín je územní společenství římských katolíků s farním kostelem Nanebevzetí Panny Marie ve znojemském děkanství. Do farnosti patří obec Hevlín.

## Historie farnosti
Nejstarší písemná zpráva, v níž je Hevlín jmenován, pochází z roku 1282, kdy je zmiňován hevlínský farář Jakob. Farní kostel pochází z 18. století.

## Duchovní správci
Administrátorem excurrendo je od 15. září 2010 R. D. Mgr. Jan Pouchlý.

## Bohoslužby
| Kostel                  | Místo  | Bohoslužba (den) | Hodina                                | Poznámka     |
| ----------------------- | ------ | ---------------- | ------------------------------------- | ------------ |
| Nanebevzetí Panny Marie | Hevlín | sobota           | 17.30 (zimní čas) / 18.30 (letní čas) | Farní kostel |

## Aktivity ve farnosti
Dnem vzájemných modliteb farností za bohoslovce a bohoslovců za farnosti brněnské diecéze je 30. březen. Adorační den připadá na 8. červen.
Ve farnosti se pravidelně koná tříkrálová sbírka. V roce 2015 se při ní vybralo 15 421 korun. Výtěžek sbírky v roce 2017 představoval 15 281 korun.